# Ni-Ni
Ni-Ni foi um projeto dinamarquês de bubblegum dance criado inicialmente em 2001 pela então cantora Nynne Qvortrup. Ni-Ni é mais conhecida por suas músicas "1,2,3,4,007", "Be Together" e "Dabbi Doo", que apareceram em seu álbum de 2001 Mermaid. O projeto é produzido por Longhorn (famoso por seu trabalho com Hit'n'Hide e Bambee).
Em 2001, Ni-Ni lançou seu primeiro álbum "Mermaid" na Escandinávia e no Japão. Gravado no Hipcat Studios e distribuído pela House of Scandinavia, "Mermaid" teve um sucesso limitado nas paradas e nenhum single foi lançado no álbum. Muitas das músicas de Ni-Ni apareceram em jogos de dança como Dance Dance Revolution ("1,2,3,4,007" e "Be Together") e Dancemania ("Dabbi Doo", "1,2,3,4,007" ). Ela também é bem conhecida pelos fãs de anime, devido ao fato de muitas de suas músicas serem usadas em vídeos de anime. Um segundo álbum para Ni-Ni foi planejado, mais devido ao declínio de vendas no mercado da bubblegum dance, o álbum e nenhuma música dele nunca foi lançado (com exceção da música "Dam Do Dam Dam Dam", que foi incluído na edição coreana de Mermaid). O título do álbum era "Bubbling", nomeado após a faixa principal com o mesmo nome.

## Discografia

### Álbuns
Mermaid (16 de Fevereiro de 2001)
1. "1,2,3,4,0 0 7"
2. "Kiss Me"
3. "Supernova"
4. "Dabbi Doo"
5. "Little Kitty Mine"
6. "The Message"
7. "Holiday"
8. "Spacy Crazy Girl"
9. "Time And Space"
10. "Living Without You"
11. "Sunrise"
12. "A Mermaid's Tale"
13. "Be Together"[2]